# Per Demervall
Per Demervall, född 1 september 1955 i Stockholm, är en svensk serieskapare och illustratör. Han debuterade som serieskapare 1979 och slog igenom 1986 med sin seriebearbetning av August Strindbergs Röda rummet. Är verksam som curator för utställningar, där den senaste är Banddesinée – serier på svenska, som presenterar 22 aktiva svenska serieskapare som inspirerats av den fransk-belgiska andan. Driver tillsammans med sin fru Birgitta produktionsbolaget Demervalls Art Studio AB.

## Biografi

### Bakgrund och tidiga verk
Per Demervall utbildade sig till art director vid Berghs Reklam/marknadsskola åren 1971–1974.
Han har sedan dess främst arbetat som frilansillustratör och skapat egna serier, multimedia och barnböcker. Demervall debuterade som serieskapare 1979 med serieäventyret Ulltryfflarna i veckotidningen Vi.
Ulltryfflarna publicerades som album 2017 av Plutonium Förlag. Avkastningen av intäkterna kommer att utgöra grundplåt för det nyinstiftade stipendiet "Ulltryffellstipendiet" vilket ska delas ut till en ännu inte publicerad serieskapare.  

### Senare verk
Demervall gav 1984 ut seriealbumet Lutans hemlighet på Carlsen IF för att därpå 1986 och 1987 ge ut sin seriebearbetning av August Strindbergs Röda rummet på Alvglans förlag. Han har också skapat Jönssonligan som serie och multimedia, illustrerat barnboken om Teddybjörnen Fredriksson (skapad av Lasse Berghagen), barnböckerna om Nicke & Nilla av Niclas Wahlgren, samt bifigurerna och miljöerna till TV4:s barnprogram Rummel & Rabalder.
Under Melodifestivalen 2010 tecknade han porträtt av samtliga artister i seriemanér till deras presentationer i programmet.                                                                                                

### Siris äventyr
Augusti 2016 utkom Demervalls och Patric Nyströms (manus) nya barnserie  Siri och vikingarna på Rabén & Sjögrens förlag. Serien, som utformats i stil med Asterix, med en påhittig flicka i vikingatidens Östergötland, har tidigare publicerats som följetongsserie i den tryckta versionen av Dagens ETC.

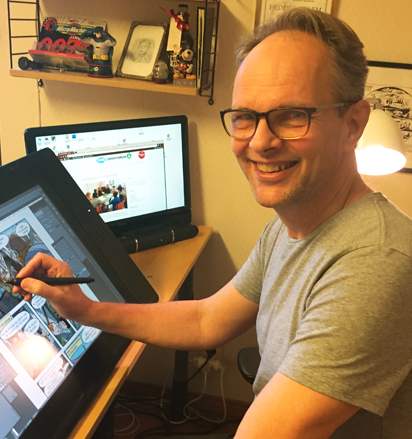
Per Demervall, 2018.

Arbetet med serien inleddes i september 2015, och den publicerade volymen är på 80 sidor. Serien har marknadsförts som en barnserie för 9-12 års ålder, men recensenter har bedömt att den kanske främst intresserar barn i lågstadieåldern. En fortsättning på historien, med titeln Siri och Mimers brunn, publiceras sommaren 2017 i Dagens ETC.
Serien bytte förlag 2020 till Stevali Förlag. Det två första albumen återutgavs i omredigerad och inbundna volymer. Dessa följdes av de nya albumen Hövdingens fångar 2021 och Kalabalik i Konstantinopel 2023.

### Seriealbum/-böcker utgivna i Sverige
- Gyllene Rosens äventyr – Lutans hemlighet, Carlsen/if, 1984
- Röda rummet, text av August Strindberg
  - Röda rummet del I, Alvglans förlag, 1986
  - Röda rummet del II, Alvglans förlag, 1988
  - Röda rummet, samlingsvolym, Demervalls, 2003
  - Röda rummet (pocketversion), Pocketförlaget 2012
- Jönssonligan
  - Jönssonligan – Tajmat och klart, Atlantic förlag, 1993
  - Jönssonligan – På fri fot, Atlantic förlag, 1998
- Det var inte så länge sen…, Demervalls, 2005
- Rosenhanes Äventyr – kaffe eller te?, Demervalls, 2008
- Döda rummet – Strindbergs sista drömspel, Ekholm & Tegebjers förlag 2012
- Siri och vikingarna, text av Patric Nyström, Rabén & Sjögren, 2016
- Ulltryfflarna, Plutonium Förlag, 2017
- Siri och Mimers brunn, text, Patric Nyström, Rabèn & Sjögren, 2018
- Siris Äventyr - Kejsarens skatt - Text: Patric Nyström, Stevali Förlag, 2020
- Siris äventyr - Mimers gåta - Text: Patric Nyström, Stevali Förlag, 2020
- Siris Äventyr - Hövdingens fångar - Text: Patric Nyström, Stevali Förlag, 2021
- Siris Äventyr - Kalabalik i Konstantinopel - Text: Patric Nyström, Stevali Förlag, 2023

### Seriealbum/-böcker utgivna utomlands
- England
- Siri The Viking - The Emperor's Treasure - Text: Patric Nyström, Stevali Kids, 2020
- Siri The Viking - Mimir's well - Text: Patric Nyström, Stevali Kids, 2020

- Siri The Viking - Prisoners in Paris - Text: Patric Nyström, Stevali Kids, 2021
- Turkiet
- Siri'nin Maceralari - Imparatorun Hazinesi - Text: Patric Nyström,Yapi Kredi Yayinlari, 2022
- Siri'nin Maceralari - Mimer'in Gizemi - Text: Patric Nyström,Yapi Kredi Yayinlari, 2022

### Bokillustrationer (samt ibland text)
- Barnens Glada visbok, Carlsen if,1992
- Barnens Bästa visbok, BonnierCarlsen, 1995
- Barnens Godnattvisor, BonnierCarlsen, 1996
- Teddybjörnen Fredriksson – Jakten på Silverhåven, text: Lars Berghagen, Show-Time Produktion, 1998
- Barnens Alla Glada visor, samlingsvolym i urval, BonnierCarlsen, 2000
- Nicke & Nilla – Kolatjuven, text: Niclas Wahlgren, BonnierCarlsen, 2003
- Två små visor I och II, Pixiböcker, BonnierCarlsen, 2003
- Nicke & Nilla – Teaterspöket, text: Niclas Wahlgren, BonnierCarlsen, 2003
- Två små visor III- VI, Pixiböcker, BonnierCarlsen, 2004
- Nicke & Nilla – Piratskatten, text: Niclas Wahlgren, BonnierCarlsen, 2004
- Nyårsklockan, bildtolkning, text: Alfred Tennyson, Demervalls, 2004
- Superstark - Lätt att läsa fakta, text: Dan Höjer, BonnierCarlsen, 2012
- Supersnabb - Lätt att läsa fakta, text: Dan Höjer, BonnierCarlsen, 2012
- Supersmart - Lätt att läsa fakta, text: Dan Höjer, BonnierCarlsen, 2013
- Hallå Hallå! Från röksignal till smarta telefoner - Lätt att läsa fakta, BonnierCarlsen, 2014
- Linda och Valentin - Ett hyllningsalbum, med bidrag från Demervall, Cobolt Förlag, 2017
- Hemma hos Hodja, text: Mats Rehnman, Hegas Förlag, 2018
- Lukas är förkyld, text: Arne Norlin, Landstinget, 2018
- Hodja är en tok - text: Mats Rehnman, Hegas Förlag, 2018
- Världarnas krig - serieadaption av H.G Wells roman, Hegas Förlag, 2019
- Tidsmaskinen  -  serieadaption av H.G Wells roman, Hegas Förlag, 2019
- Den osynlige mannen - serieadaption av H.G Wells roman, Hegas Förlag, 2019
- Lisa & Max - Den fantastiske Doktor Fleming - Text: Patrick Nyström, Hegas förlag, 2019
- Lisa & Max - De hemliga tecknen - Text: Patrick Nyström, Hegas förlag, 2020
- Lisa & Max - Hotet ombord - Text: Patrick Nyström, Hegas förlag, 2020
- Doktor Moreaus ö - serieadaption av H.G Wells roman, Hegas Förlag, 2020

### Övrigt (urval)
- Ulltryfflarna, veckotidningen VI, 1979–80
- Gästserier, DN, 1989
- Åsa Nisse,  Enstaka avsnitt text: Leif Bergendorff, Semic Press, 1990-95
- 91:an, Enstaka avsnitt text: bland andra Jan Roswall, Semic Press, 1990-95
- Jönssonligan, (i 91:an) Semic Press, 1995-96
- Rummel & Rabalders sjövettsskola, Sjösäkerhetsrådet/TV4, 2000
- Miljöboken – så funkar det, text: Frida Demervall, Svenskt Näringsliv, 2009

### Multimedia
- Jönssonligan: Jakten på Mjölner, IQ - Media Nordic, 1999, (även manus och regi)
- Jönssonligan går på djupet, IQ – Media Nordic, 2000, (även manus och regi)
- Rummel & Rabalder- I snarkofagens skugga, TV4, 2000, (karaktärsdesign)

## Priser och utmärkelser
- Huddinge kommuns Kulturpris, 1986
- Den svenska Adamsonstatyetten, 2018